# يان هندرسون
يان هندرسون (بالإنجليزية: Ian Henderson)‏ (24 يناير 1985 في المملكة المتحدة - ) هو لاعب كرة قدم بريطاني في مركز الهجوم. شارك مع منتخب إنجلترا تحت 18 سنة لكرة القدم ومنتخب إنجلترا تحت 20 سنة لكرة القدم. أما مع النوادي، فقد لعب مع أنقرة غوجو وكولتشستر يونايتد ونادي روتشديل ونادي روذرهام يونايتد ونادي لوتون تاون ونادي نورثامبتون تاون ونورويتش سيتي.

## وصلات خارجية
- يان هندرسون على موقع اتحاد تركيا (لاعب) (الإنجليزية)
- يان هندرسون على موقع قاعدة بيانات كرة القدم.إي يو (الإنجليزية)
- يان هندرسون على موقع Soccerbase.com (لاعب) (الإنجليزية)
- يان هندرسون على موقع Soccerway.com (الإنجليزية)
- يان هندرسون على موقع عالم كرة القدم.نت (الإنجليزية)